# 니콜라이 크릴로프

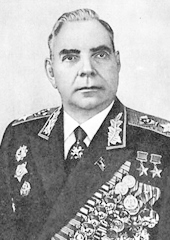

니콜라이 이바노비치 크릴로프(Никола́й Ива́нович Крыло́в, 1903년 4월 16일 ~ 1972년 2월 9일)은 소련의 군인이다. 소련방 원수까지 승진했으며 소련 영웅 칭호를 받았다.
현재 펜자 주에서 태어났다. 교회 학교에서 초등교육을 받은 후, 일하면서 노동자 학교에서 공부했다. 1919년 붉은 군대에 지원하여 러시아 내전에 참전하였다. 1920년 기관총 보병지휘 과정을 수료하고 소대장으로서 북 카프카즈에 배치되었다. 후에 중대장이 되었다.
1921년 자바이칼 로 이동하여 제2자바이칼 보병사단에 배속되었다. 이후 러시아 혁명을 저지하기 위해 시베리아에 침공한 일본군 부대와 싸워 스파스크와 블라디보스톡을 탈환하는 작전에 참가하였다.
러시아 내전이 종결된 이후에, 시베리아 군관구에 남아서 계속 승진하였고, 1928년 붉은군대 참모학교에서 교육과정을 이수한후 다시 극동에 돌아와 극동군 참모차장을 역임하였다. 이후 스타브로폴로 전임되어 참모장을 지냈다.
1941년 독소전쟁이 발발하자 오데사 군관구 참모장에 임명되었다. 이후, 세바스토폴 방위전에 참가하였다.
1942년 9월 스탈린그라드에 주둔하는 추이코프 장군 휘하 제62군의 참모장으로 임명되었다. 스탈린그라드 전투에 참가하여 독일 제6군의 항복을 받고, 62군이 제8친위군으로 개편된 후에도 계속 추이코프 사령관을 보좌하였다.
1943년 7월 제21군의 사령관이 되어 도로고부시 작전에 참가하였다. 이해 10월에는 제3벨라루스 전선군 휘하의 제5군 사령관에 임명되었다. 이후 동프로이센 작전에도 참가하였다.
독일의 패색이 짙어가자, 제 5군은 유럽에서 극동으로 배치되었고, 제1극동 전선군 휘하에 배속되었다. 소련의 대일전 참전이 개시되자 제5군은 일본 관동군을 격파하며 순식간에 진격하였고, 이 공적으로 크릴로프는 소련방 영웅 칭호를 받았다.
종전후 연해주 군관구 사령관이 되었고, 이후 극동 군관구가 창설되자 부사령관을 역임하였다. 이후 계속 여러 군관구 사령관을 역임하였고 1962년 소련방 원수로 승진하였다.
1963년에는 전략 로켓군의 사령관겸 국방차관에 임명되었다.
1972년 사망하였고, 유해는 화장되어 크레믈린 벽묘지에 묻혔다.